# Kasanski wertoljotni sawod

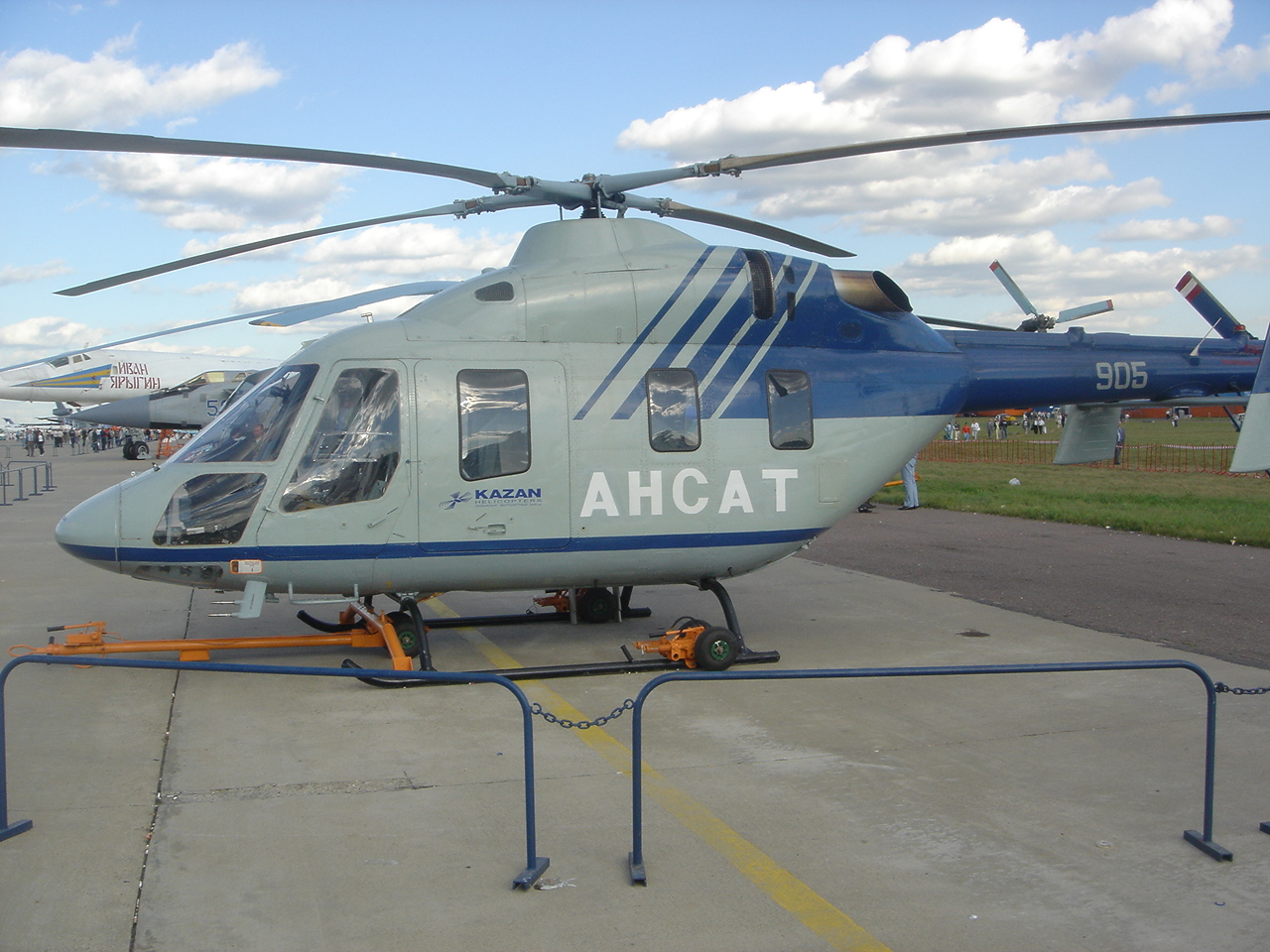
Kasan Ansat auf MAKS 2005

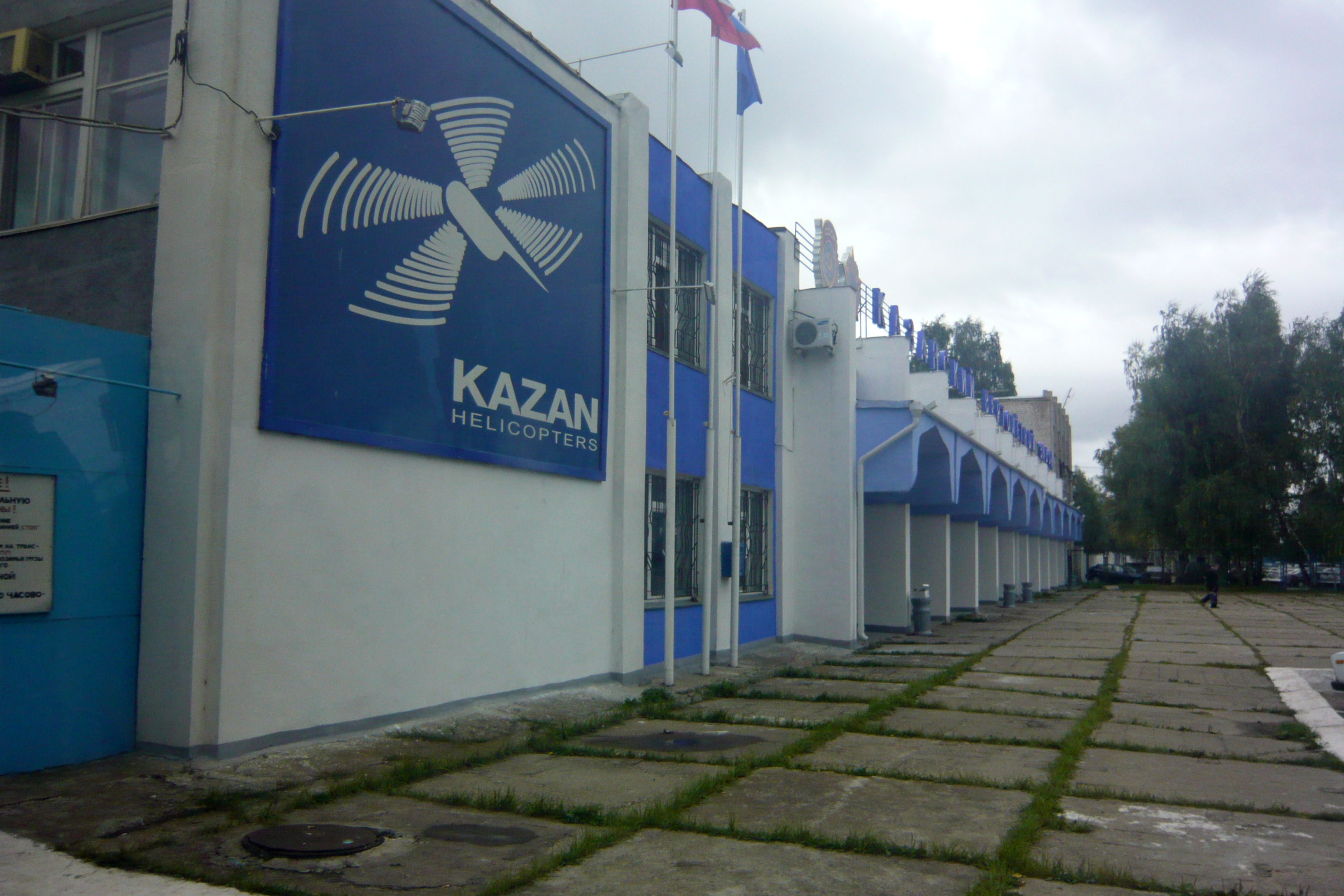
Kazan Helicopters

Kasanski wertoljotni sawod (russisch ОАО Казанский вертолётный завод/ Transkription OAO Kasanski wertoljotni sawod; dt. Kasaner Hubschrauberwerk AG) ist ein russischer Hubschrauberhersteller mit Sitz in der Stadt Kasan, Tatarstan. Über das Unternehmen Russian Helicopters ist das Kasaner Hubschrauberwerk Teil der staatlichen Rostec-Gruppe.

## Geschichte
Das Unternehmen wurde 1933 als holzverarbeitendes Werk gegründet. Es begann im Zweiten Weltkrieg 1941 als Werk Nr. 387 mit der Produktion des Flugzeugs Polikarpow Po-2. Seit 1951 produziert das Werk Hubschrauber, zunächst die Mil Mi-1, ab 1965 auch die Mi-8.
Zum 60. Jahrestag der Gründung der UdSSR erhielt das Werk den Namen „Казанского вертолетного производственного объединения имени 60-летия СССР“ / Transkription Kasanskowo wertoljotnowo proiswodstwennowo objedinjenija imeni 60-letija SSSR (dt.: Kasaner Hubschrauberproduktionsvereinigung namens 60 Jahre UdSSR).
Im Jahr 1993 wurde das Werk privatisiert und in eine Aktiengesellschaft mit dem Namen Kasanski wertoljotni sawod umgewandelt, welche die volle Rechtsnachfolge des Betriebes antrat. Um den Schritt vom reinen Produzenten zum Entwickler von Hubschraubern zu vollziehen, wurde dem Werk in der Folge ein Hubschrauberkonstruktionsbüro angegliedert.

## Produkte

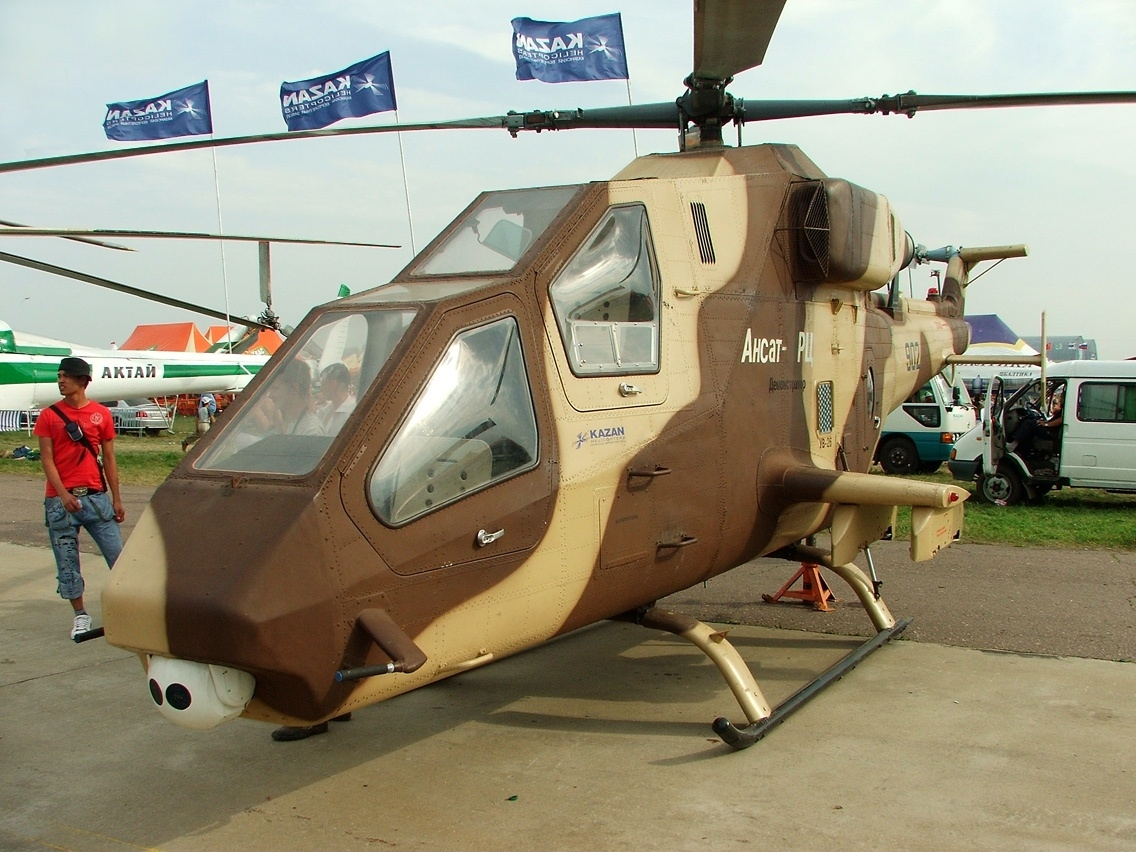
Kasan Ansat 2RC

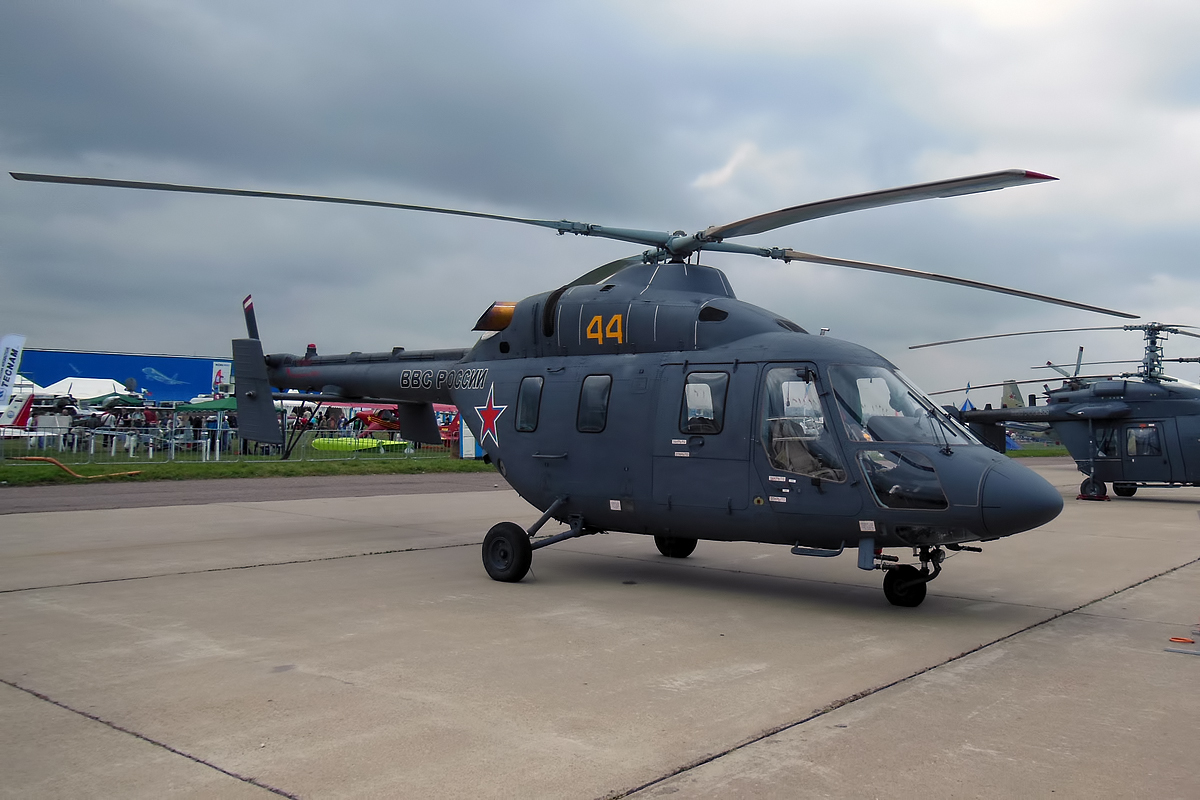
Kasan Ansat-U mit Fahrwerk

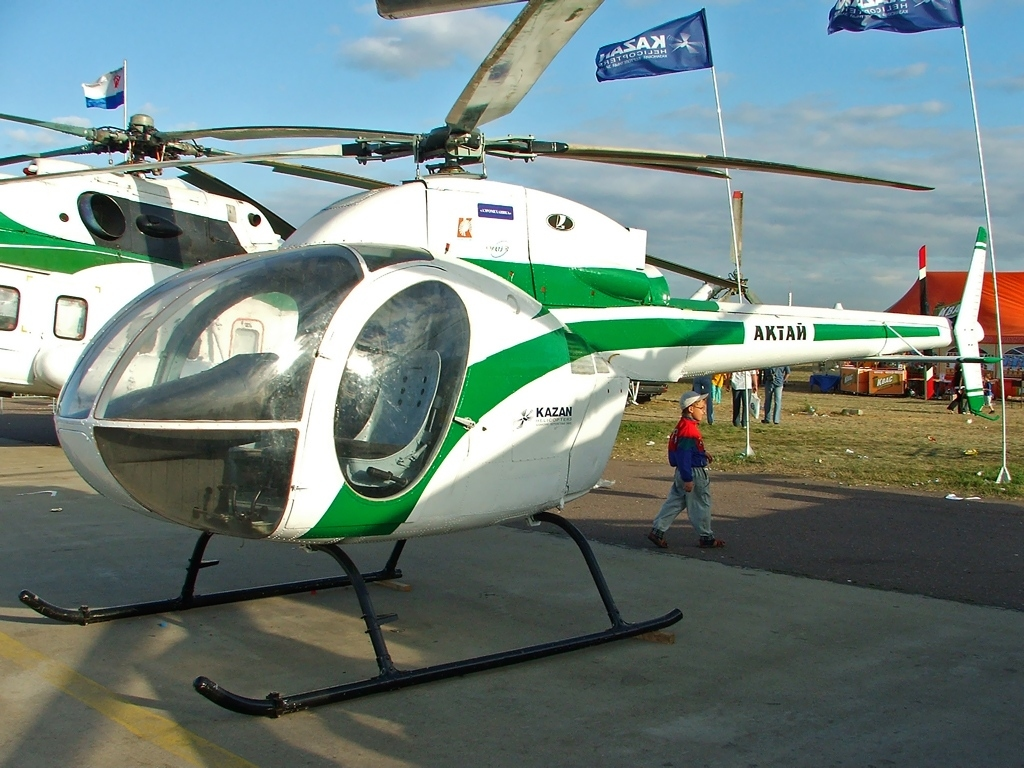
Kasan Aktai

Insgesamt wurden von den Typen Mil Mi-4, Mi-8, Mi-14, Mi-17 und ihren Modifikationen über 10.000 Maschinen vom Kasaner Hubschrauberwerk gefertigt und ein Teil davon in mehr als 80 Länder exportiert. Beim Hubschrauberbau beliefert die Republik Tatarstan etwa 17 Prozent des Weltmarktes.
Gegenwärtig befindet sich der Mi-17 in seinen Ausführungen Mi-17-1W, Mi-17W5 und Mi-172 in der Serienfertigung. Für den neu entwickelten Kasan Ansat liegt ein russischer Staatsauftrag vor. Weitere Modelle, wie der Mi-38, der die Mi-8 und Mi-17 ablösen soll, sowie der leichte Mehrzweckhubschrauber Kasan Aktai, sind in Vorserien produziert worden und bereit für eine Serienfertigung. Für den bewaffneten Aufklärungshubschrauber Kasan Ansat-2RZ liegen noch keine Bestellungen vor.
Darüber hinaus repariert und wartet Kazan Helicopters Hubschrauber der Mil-Mi-8-Familie.